# Aberdeen Gardens
Aberdeen Gardens – jednostka osadnicza w Stanach Zjednoczonych, w stanie Waszyngton, w hrabstwie Grays Harbor.